# Route magistrale 4 (Lituanie)
Pour les articles homonymes, voir A4 et Route A4.
La route A4 (Magistralinis kelias A4) est une route lituanienne reliant Vilnius à la frontière biélorusse en direction de Hrodna. Elle mesure 133,961 km.

## Tracé
- Vilnius
- Senoji Varėna